# Auriac (Pirenéus Atlânticos)
Auriac é uma comuna francesa na região administrativa da Nova Aquitânia, no departamento dos Pirenéus Atlânticos. Estende-se por uma área de 5,29 km². Em 2010 a comuna tinha 243 habitantes (densidade: 45,9 hab./km²).